# Gösta Engström
Bror Gösta Engström, född 11 december 1939 i Engelbrekts församling i  Stockholm, är en svensk skådespelare, musiker, scenograf, rekvisitör, manusförfattare och passare. Han var en av programledarna i TV-programmet Nöjesmassakern.

## Filmografi
- 1975 – En kille och en tjej
- 1976 – Mina drömmars stad
- 1977 – Mackan
- 1978 – Frihetens murar
- 1979 – Jag är med barn
- 1979 – Godnatt, jord (TV-serie)
- 1980 – Mannen som blev miljonär
- 1981 – Göta kanal
- 1981 – Höjdhoppar'n
- 1981 – Tuppen
- 1981 – Skål och välkommen
- 1981 – Sopor
- 1981 – Babels hus (TV-serie)
- 1982 – Dubbelsvindlarna (TV-serie)
- 1982 – En flicka på halsen
- 1982 – Gräsänklingar
- 1982 – Skulden (TV-serie)
- 1983 – Den tredje lyckan (TV-serie)
- 1983 – Profitörerna (TV-serie)
- 1983 – Spanarna (TV-serie)
- 1983 – Två killar och en tjej
- 1984 – Annika – en kärlekshistoria (TV-serie)
- 1984 – Jönssonligan får guldfeber
- 1984 – Pengarna gör mannen
- 1984 – Rosen
- 1984 – Sköna juveler
- 1985 – Nöjesmassakern (TV-serie)
- 1986 – Hövdingen (TV-serie)
- 1986 – Hassel – Beskyddarna
- 1987 – Ett brottsstycke
- 1987 – Ängelen
- 1988 – Clark Kent (TV-serie)
- 1988 – Enkel resa
- 1988 – Som man ropar
- 1988 – Mimmi (TV-serie)
- 1989 – Tiger Rag (TV-serie)
- 1991 – Tack för kaffet (TV-serie)
- 1994 – Illusioner
- 1994 – Pillertrillaren
- 1995 – Rederiet (TV-serie)
- 1996 – Mysteriet på Greveholm (TV-serie)
- 1997 – Förmannen som försvann (TV-serie)
- 1998 – Skilda världar (TV-serie)
- 2000 – Naken
- 2013 – Café Bärs (TV-serie)